# رم (افغانستان)
رم یک منطقهٔ مسکونی در افغانستان است که در ولایت سرپل واقع شده‌است.